# Urban VIII.
Urban VIII., lat. Urbanus PP. VIII.  (Firenca, 5. travnja 1568. – Rim, 29. srpnja 1644.), rođen kao Maffeo Barberini, 235. poglavar Katoličke Crkve, papa od 6. kolovoza 1623. do smrti 1644. godine.

## Raniji život
Maffeo Barberini rodio se u Firenci 5. travnja 1568. godine u plemićkoj obitelji. Bio je peti od šestero djece Antonia Barberinija i Camille rođene Barbadori. Otac mu je umro kada je imao samo tri godine. Na poziv strica Francesca Barberinia (1528. – 1600.), koji je zajedno s njegovim drugim stricem Raffaelom smatran osnivačem dinastije Barberini, majka ga dovodi vrlo rano u Rim. Stričevi su bili vrlo bogati. Francesco je bio svećenik koji je obnašao dužnosti pri Rimskoj kuriji a Raffaelo trgovac. Studirao je na sveučilištu Collegio Romano (danas poznato pod imenom Papinsko sveučilište Gregoriana). Tamo je 1586. godine primio svećeničku tonzuru, a poslije je nastavio studij na Sveučilištu u Pisi gdje je 1589. godine doktorirao kanonsko i civilno pravo. Po završetku školovanja vraća se u Rim i pomaže stricu u kurijalnom uredu. Bio je referendarij na Sude Apostolske Signature za pravdu i milost, a od 1592. godine je guverner u Fanu. Za svećenika je zaređen 24. rujna 1604., a mjesec dana kasnije 20. listopada papa Pavao V. posvetio ga je za naslovnog nadbiskupa Nazareta i imenovao nuncijem u Parizu. Samo dvije godine poslije 11. rujna 1606. isti papa imenovao ga je i kardinalom. Od 1608. do 1617. bio je nadbiskup Spoleta, a od 1610. i prefekt Suda Apostolske signature. Sudjelovao je na konklavi 1621. godine kada je izabran papa Grgur XV. (1621. – 1623.). Za pontifikata Grgura XV. bio je kamerlengo Kardinalskog zbora.

## Izbor za papu
Papa Grgur XV. umro je 8. srpnja 1623. godine. Konklave su započele 19. srpnja a okupila su se pedeset i četiri kardinala. Kao i obično kardinali su bili podijeljeni u dvije glavne frakcije: prvu, kardinala Scipiona Caffarelli-Borghese (1576. – 1633.), nećaka Pavla V. i drugu, kardinala Ludovica Ludovisija (1595. – 1632.), nećaka Grgura XV. Ludovisi je pokušao povećati svoj utjecaj u konklavi tako što je postao saveznik s kardinalima koji su dolazili s područja pod vlašću Habsburgovaca, a Borghese je gurao kandidaturu kardinala Pietra Camporija (1553. – 1643.), za kojega je glasovao i u prethodnoj konklavi. Nakon što se nisu mogli dogovoriti Borghese je počeo tražiti nove neutralne kandidate, uključujući i Barberinija. Naposljetku je i Ludovisi pristao uz Barberinija, pa je Maffeo Barberini izabran za papu 6. kolovoza 1623. godine i uzeo si je ime Urban VIII. Relativna brzina Barberinijevog izbora pripisivala se ljetnoj vrućini koju su kardinali teško podnosili, i malariji koja je zadesila nekoliko kardinala tijekom konklave. Nakon izbora, osam kardinala je umrlo u roku od dva tjedna a papa Ubran VIII. je uspio preboljeti bolest.

## Pontifikat
Kao Papa je bio sklon nepotizmu, pa je tako svog brata i dva nećaka imenovao u Kardinalski kolegij. Ostalu je braću također postavio na unosne položaje, a i drugi su se njegovi rođaci obogatili zahvaljujući njemu, zbog čega je u starosti patio od grižnje savjesti. Velik dio pontifikata Urbana VIII. poklapa se s Tridesetogodišnjim ratom (1618. – 1648.). Iako se trudio održati neutralnost u sukobu između Francuske i Habsburškog carstva, njegove su simpatije bile na strani Francuske, jer se bojao habsburške dominacije u Italiji. Papinskom Bulom iz 1624. zabranio je pušenje duhana pod prijetnjom ekskomunikacije (Benedikt XIII. kasnije je povukao tu zabranu). Zbog podržavanja misionarskog djelovanja crkve, osobito zbog evangelizacije istoka, podržao je osnivanje kolegija za propagandu (Collegio Urbano di propaganda) u Rimu, 1627. godine. Papinskom Bulom od 22. travnja 1639. zabranio je ropstvo bilo koje vrste među Indijancima koji bi se pridružili jezuitskim misijama u Brazilu, Paragvaju i Karibima. Prema naredbi Urbana VIII, s trijema Panteona skinute su brončane grede i upotrijebljene za izradu topova, što je dovelo do izreke "Quod non fecerunt barbari, fecere Barberini" ("Što ne učiniše barbari, učiniše Barberini"). Ustanovio je arsenal u Vatikanu i tvornicu oružja u Tivoliju. Unatoč osudi astrološkog vjerovanja u buli Siksta V. iz 1586. godine (Coeli et Terrae), Urban VIII. bio je pobornik astrologije, a postoje diplomatska izvješća iz Rima 1628. koja ga, zajedno s Tommasom Campanellom dovode u vezu s okultnim praksama. Međutim, kada su papini protivnici stali pomoću astrologije predviđati njegovu smrt, Urban je 1631. godine izdao novu bulu protiv astrologije (Inscrutabilis'), a okrenuo se i protiv Campanelle koji je morao pobjeći u Francusku pred optužbama. Urban VIII. bio je pokrovitelj umjetnosti i znanosti. Doveo je u Rim Athanasiusa Kirchera, njemačkog isusovca i jednog od osnivača egiptologije, te francuske slikare Nicolasa Poussina i Claudea Lorraina. Pod njegovim su patronatom bili arhitekti Gian Lorenzo Bernini i Francesco Borromini. U Rimu je izgradio Palazzo Barberini, Tritonovu fontanu (Fontana del Tritone) na Piazza Barberini, a obnovio je Crkvu sv. Sebastijana na Palatinu (San Sebastiano al Palatino). Slavni znanstvenik Galileo Galilei bio je osobni prijatelj Urbana VIII., ali je unatoč tome osuđen, te je bio prisiljen odreći se kopernikanskog sustava 1633. godine. Iste godine u kojoj je umro Galilei, 1642., Urban VIII. je cenzurirao "Augustinus", djelo Corneliusa Jansena, zbog nepodobnih stavova o odnosu božanske milosti i slobodne volje. Za njegovog pontifikata optužen je zbog hereze i zatočen i hrvatski znanstvenik Markantun de Dominis koji je u rujnu 1624. preminuo u dvorcu Sant Angelo, da bi u prosincu bio postumno osuđen, a njegov leš ekshumiran, javno spaljen i bačen u rijeku Tiber. Bulom Exponi Nobis od 28. rujna 1635. osudio je i zabranio stari »zagrebački obred«. Izdana je na osnovi krivih i manjkavih izvješća.
Po dovršenju izgradnje, posvetio je Baziliku sv. Petra 1626. godine. Izabrao je Castel Gandolfo za papinsku ljetnu rezidenciju, za što je pape i danas koriste.

## Papina smrt
U drugoj polovini svoga pontifikata Papa je patio od teških bolesti koje su ga potpuno fizički oslabile. Iz još nepotpuno istraženih spisa može se zaključiti da je papa bolovao od vaskularno-cerebralne tromboze i visokog krvnog tlaka, što je za posljedicu imalo nekoliko moždanih udara. U narednim godinama Urban VIII. je sve češće bio odsutan u liturgijskim obredima i civilnim blagdanima. Krajem 1643. godine došlo je do još jedne vrlo ozbiljne epizode koja je Papu prikovala za krevet. U lipnju 1644. Papino se zdravlje drastično pogoršalo i počeo se tresti, a patio je i od teških intestilnih poremećaja. Naposljetku, Urban VIII. umro je 29. srpnja 1644. godine u sedamdeset i šestoj godini. Vijest o njegovoj smrti izazvala je u narodu buru oduševljenja i teške mržnje. Pokopan je u Bazilici sv. Petra, a nadgrobni spomenik izradio mu je znameniti Gian Lorenzo Bernini.